# 萩野琢英
萩野 琢英（はぎの たくひで、1964年 - ）は、日本の実業家。ピクテ・ジャパン株式会社代表取締役社長。

## 人物・経歴
東京都生まれ。学習院大学法学部を卒業後、山一證券、山之内製薬（現・アステラス製薬）勤務を経て、2000年にピクテ投信投資顧問株式会社へ入社。
投信業務、投資顧問業務、マーケティング業務などに携わる。2007年からは、グループ本社（ジュネーブ）で商品開発、運営業務に従事。2011年12月、同社日本法人の代表取締役社長に就任。
いかなる経済危機に直面しても長期的な資産保全を可能にする「負けない運用」を信念とする。日本証券アナリスト協会検定会員（CMA）。